# Acmaturris
Acmaturris is een geslacht van weekdieren uit de klasse van de Gastropoda (slakken).

## Soorten
- Acmaturris ampla McLean & Poorman, 1971
- Acmaturris brisis Woodring, 1928
- Acmaturris pelicanus Garcia, 2008